# Білл Гейдер
Вільям Томас «Білл» Гейдер молодший (часто під упливом рос. мови — Хейдер, англ. William Thomas "Bill" Hader Jr., нар. 7 червня, 1978) — американський актор, комедіант, продюсер та сценарист. Найбільш відомий завдяки своїй роботі в акторському складі телешоу «Суботнього вечора в прямому ефірі», американської комедійної програми наживо, та серіалу каналу «HBO» «Баррі» та через ролі у таких фільмах як «Суперперці», «В прольоті», «Прибулець Павло», «Грім у тропіках», «Парк культури і відпочинку», озвучення мультфільму «Мінлива хмарність, часом фрикадельки» та багатьох інших.

## Раннє життя
Гейдер народився у Тулсі, Оклахома, США, де і виріс, у сім'ї Шері та Біла Гейдера. У нього є дві сестри — Кеті та Кара. Він навчався у початковій школі Патрік Генрі, пізніше у школі Едісон, після чого у підготовчій школі Касція Хол, потім — у The Art Institute of Phoenix та Scottsdale Community College, де також вчився Девід Спейд.

## Початкова кар'єра
Мрії Гейдера стати коміком привели до того, що він поїхав у Лос-Анджелес, де він приєднався до комедійної групи Second City, яка відома тим, що багато її учасників опинялися в телешоу «Суботнього вечора в прямому ефірі» (англ. Saturday Night Live) ще від 70-х років. Він виступав на сцені iO West у Лос-Анджелесі. Під час його роботи у групі він працював також асистентом при розробці DVD Empire of Dreams: The Story of the Star Wars Trilogy та Collateral Damage, також при реаліті-шоу на каналі VH1 The Surreal Life.

## Суботнього вечора в прямому ефірі
Білла Гейдера помітила Меган Маллаллі із серіалу Вілл і Грейс під час роботи з комедійною групою «Animals from the Future». Мулалі розповіла про нього головному продюсеру SNL Лорну Майклсу. 1 жовтня 2005 року він зробив свій дебют на сцені SNL, граючи психолога, який ділився своїми поглядами про аварійну посадку літака рейсу 292 авіалінії JetBlue Airways. Гейдер відомий своїми імпресіями на відомих людей, серед яких є Вінсент Прайс, Аль Пачіно, Рік Перрі, Джон Малкович, Джуліан Ассанж, Еліот Спітцер, та Чарлі Шин.
19 липня 2012 року було оголошено, що Білла Гейдера було номіновано на нагороду Еммі у номінації «Найкращий актор другого плану в комедійному телесеріалі» за його роботу на «Суботній вечір в прямому ефірі». Він став першим членом команди SNL чоловічої статі, який отримав номінацію після Едді Мерфі. У 2013 його було номіновано на ту ж саму категорію, що зробило його першим чоловічим актором з SNL, якого було номіновано двічі.
14 травня 2013 року Гейдер оголосив, що 38 сезон буде для нього останнім. 19 травня він разом із Фредом Армісеном покинули шоу під час останньої серії сезону.

### Основні персонажі
- Стефон, яскравий нью-йоркський кореспондент новин Weekend Update, рекомендації якого є переважно дивні нічні клуби, куди ходять особливо жахливі персонажі. Він закоханий у Сета Маєрса. Сценарист Джон Мулоні часто змінює жарти перед самим живим шоу, і тому багато жартів Гейдер мусить говорити, сам перед тим не прочитавши, що створює ще більший комедійний ефект, оскільки Гейдер не витримує і сміється з глядачами. Цей персонаж є одним з найбільш відомих персонажів у SNL, всі глядачі з нетерпінням чекають, коли під час новин рекомендації буде їм давати Стефон. У останній серії 38 сезон Стефон та Сет одружуються.
- Зазвичай ведучий різних телевізійних програм
- Вінні Ведечі, італійський ведучий ток-шоу, який курить сигарету за сигаретою, ображає своїх працівників (Фред Армісен і Вілл Форте, якого пізніше замінив Пол Брітен), має сина (Боббі Мойнахан), і трошки говорить англійською мовою, попри те, що його гості (яких грають ведучі шоу того тижня) говорять лише англійською.
- Прибулець Грег, спів-ведучий спортивного ток-шоу, який виглядає як прибулець, попри те, що його спів-ведучий Ренді Дюкс (Кенан Томпсон) завжди заперечує цей факт
- Нітро, у коротих відео SNL Digital Short Laser Cats
- Один з чотирьох чоловіків (інші — Вілл Форте, якого пізніше замінив Енді Семберг, Джейсон Судейкіс і ведучий програми того тижня), які розказують божевільні речі про себе та своє життя під час того, як співають якусь пісню.
- Ліндсей Бакінгем з скетчу «What's Up with That?»
- Половина «Два геї з Нью-Джерсі». Єдиний, чиє ім'я відоме — Тоні ДіНато
- DJ Frontal Assault у скетчі Deep House Dish
- Денні, чоловік з мутантом Куато (Енді Семберг) у своєму животі
- Містер Трігс, батько страшної, антисоціальної дівчини Стейсі (Крістен Віг)
- Джеррі, бізнесмен, який працює з Карлом (Вілл Форте). Обидва часто п'яні і ображають своїх співробітників
- Один з «зляканих» хлопців, трьох хлопців, якій часто порушують закон (разом із Енді Сембергом та Боббі Мойнаханом), яких навчають в'язень Лорензо Макінтош (Кенан Томпсон) та ведучий того тижня
- Двейн Фогелчек, брат у сім'ї, де постійно цілуються (батьків грають Крістен Віг та Фред Армісен)
- Бреді Транк, спів-ведучий Крістен Віг у програмі «Hollywood Dish»
- Герб Вельш, старезний репортер з місця пригоди, який завжди б'є людей, у яких бере інтерв'ю, мікрофоном.
- Один з роботів «Брати Мерівіл» (разом з Тараном Кілламом та Джимом Керрі або Джастіном Тімберлейком)
- Леонард, асистент у програмі, продюсером якого є Роджер Браш (Фред Армісен)
- Лайл Раунд, ведучий шоу 1960-х років «Secret Word». Його часто дратують зірки, які беруть участь у програмі, особливо Мінді Грейсон (Крістен Віг)
- Вінс Блайт, ведучий шоу «What's That Name?» У серії, де ведучим був Алек Болдвін, а музичним гостем — Radiohead, Блайт був ведучим шоу «Who's On Top?», а у серії з ведучим Анною Фаріс (музичний гість — Drake) — «What's Wrong With Tanya?»

### Пародії
Білл Гейдер сказав, що він робив пародії на своїх вчителів, коли він навчався у школі, але ніколи не пробував робити пародії на відомих людей, поки не вирішив піти на прослуховування до «Суботнього вечора в прямому ефірі». Його пародія на Аль Пачіно була основана на промові актора під час нагород Emmy за міні-серіал Ангели в Америці. Пародія на Вінсента Прайса походить від фільмів з ним зі серії Едгара Аллан По.
Інші його пародії з «Суботнього вечора в прямому ефірі» це: колишній губернатор Еліот Спітцер, гітарист Ліндсей Бакінгем з групи Fleetwood Mac, Майкл «Ситуація» Сорентіно з реаліті-шоу каналу MTV Jersey Shore, фронтмен групи Pearl Jam Едді Веддер, Дейв Метьюс, Джон Бейнер, Бен Манкіевич, Джон Меєр, Конан О'Браян, Алан Альда, Мехмед Оз, Рік Перрі, Чарлі Шин, політтехнолог Джеймс Карвіл, Клінт Іствуд та Тім Бертон.
Гейдер також відомий через свою моторошню пародію на ведучого програми каналу NBC Dateline Кіта Моррісона. Гейдер пародіює його стиль репортажів, особливо факт, що Моррісон часто видається занадто зацікавленим у злочинах, які він описує, задає страшні та безглузді питання. Після того, як Гейдер дізнався, що Моррісон працює у тому ж будинку, де відбувається «Суботній вечір…», він зізнався, що боїться зустріти Моррісона у ліфті.
У грудні 2010 він зіграв Джуліана Ассанжа, засновника WikiLeaks, який перериває ефір з британської в'язниці.

## Ролі у фільмах
Гейдер вперше з'явився на широких екранах разом з Овеном Вілсоном та Меттом Діллоном у Він, я і його друзі. Після того він грав у також фільмах як Трішки вагітна, разом з Кетрін Гейґл, Хот Род (разом з [Енді Сембергом з  SNL), Брати Соломон і у Суперперці, де він зіграв офіцера Слатера. Ця роль зробила його відомим публіці і після неї він з'явився у такох популярних програмах як Total Request Live, The Tonight Show і MTV Video Music Awards.
Гейдер появився ще у двох проектах Джуда Епатоу — У прольоті та Ананасовий експрес (разом з Сетом Рогеном). Він також появився у Грім у тропіках, де також грали Бен Стіллер, Джек Блек, Роберт Дауні (молодший), Меттью Макконехі, Брендон Ті Джексон, Стів Куган, Джей Барушель, Том Круз та Нік Нолте.
Він також грав у фільмі режисера Грега Моттола Парк культури і відпочинку. Гейдер також зіграв у іншому фільмі Моттоли Прибулець Павло.
Він також зробив декілька короткометражних фільмів, включаючи Back in the Day, Sounds Good to Me: Remastering the Sting та The Jeannie Tate Show [Архівовано 26 травня 2012 у Wayback Machine.] разом із сценаристом SNL Ліз Качовські та своєю дружиною Меггі Кері.
Він також мав невеличку роль у фільмі Джека Блека та Майкла Сери Початок часів.
Він також озвучив головного героя Флінта Локвуда у мультфільмі Мінлива хмарність, часом фрикадельки, який був добре сприйнятий критиками. у фільмі 2009 року від Sony Pictures Animation Мінлива хмарність, часом фрикадельки. Він також озвучив газель у мультфільмі Льодовиковий період 3: Ера динозаврів.
Гейдер також зіграв у фільмі Ніч у музеї 2 як генерал Джордж Армстронг Кастер.
Він також озвучив фільм Скотт Пілігрим проти всіх. Він зіграв Голос, безтілесний голос, який з'являвся у деяких частинах фільму, особливо під час сцен битви.
Гейдер також написав фільм, продюсером якого має стати Джуд Епатоу, у якому він і зіграє, якщо той погодиться.
У квітні 2009 року Гейдер був у списку журналу Vanity Fair «Нові Легенди Комедії».
У фільмі Люди в Чорному 3 Гейдер зіграв Енді Ворхола, американського митця, який також у фільмі був відомий як Агент W.

## Інша робота
Хедер був консультантом під час 12 сезону Південного парку. Він також був продюсером 13 сезону, прем'єра якого відбулася 11 березня 2009 року. Гейдер був серед продюсерів, які виграли Еммі за найкращий мультсеріал. Він також коментував South Park: Bigger, Longer and Uncut та появився у документальному фільмі про продукцію серії Південного парку каналу Comedy Central «South Park: 6 Days to Air».
Гейдер виграв нагороду Пібоді (англ. Peabody Award) за участь у політичній сатирі 2008 року «Суботнього вечора в прямому ефірі».
Гейдер також озвучив різних персонажів другого сезону Xavier: Renegade Angel на Adult Swim.
Він та Сет Майерс, з яким Білл Гейдер працює на SNL, написали маленьку історію про Людину-павука «Spider-Man: The Short Halloween», назва якої посилається на історію іншого коміксу «The Long Halloween» з історії про Бетмена. Цю історію проілюстрував Кевін Магваєр і вона вийшла 29 березня 2009 року, і була позитивно оцінена критиками.
Джейсон Паблік на своєму блозі оголосив, що Гейдер буде новим голосом Професора Імпосібл четвертого сезону The Venture Brothers, якого раніше озвучував Стівен Кольбер.
У грі Grand Theft Auto IV він грав Вілсона Тейлора Сіньора.
Гейдер також появився на Tim and Eric Awesome Show, де він пародіював Джеймса Квола у серії «Джаз».
У червні 2008 року Гейдер зіграв, перед тим написавши, у інтернет серіалі The Line Crackle.
Він також озвучив аудіокнигу Сари Вовел The Wordy Shipmates.
Він також озвучив стручка у Aqua Teen Hunger Force у серії «IAMAPOD», а також Гітлера у серії «Der Inflatable Fuhrer.»
Гейдер грав Кевіна, спів-пілота Метта Деймона у серії 30 потрясінь, яка відбувалась наживо 14 жовтня 2010 року.
Гейдер також був ведучим сезон 2011 року Essentials, Jr. на Turner Classic Movies.
Гейдер грає колишнього хлопця головної героїні у телесеріалі The Mindy Project.

## Особисте життя
У 2006 році Гейдер одружився з режисеркою і сценаристкою Меггі Керрі. У пари троє дітей — Ханна, Харпер та Хейлі. Гейдер разом із Сетом Майерсом часто відвідують різні виставки коміксів. Він та Крістен Віг не тільки часто разом виступали в одних скетчах, але й грали разом у багатьох фільмах. Після того як Віг залишила «Суботній вечір в прямому ефірі», багато скетчів Гейдера було знято з ефіру. У листопаді 2017 року пара оголосила про розлучення, яке офіційно оформили в 2018 році.
У 2019—2020 рр. зустрічався з акторкою Рейчел Білсон, колегою по фільму «З ким переспати?!!».
Наприкінці 2020 або на початку 2021 року почав зустрічатися з акторкою Анною Кендрік.

## Фільмографія

### Фільми
| Рік  | Назва                                    | Роль                        | Додатково                                               |
| ---- | ---------------------------------------- | --------------------------- | ------------------------------------------------------- |
| 1998 | Cube Jacked City                         | Сержант                     | Продукція J.J. Kocholek                                 |
| 1999 | Cube Jacked City:2                       | Сержант                     | Продукція J.J. Kocholek                                 |
| 2004 | Sounds Good to Me: Remastering the Sting | Батько                      | Короткометражний фільм                                  |
| 2006 | Він, я і його друзі                      | Марк                        |                                                         |
| 2006 | Чарівна пригода                          | Солдат Сем                  | Голос                                                   |
| 2007 | Трішки вагітна                           | Брент                       |                                                         |
| 2007 | Хот Род                                  | Dave                        |                                                         |
| 2007 | Суперперці                               | Офіцер Слейтер              |                                                         |
| 2007 | Брати Соломон                            | Велосипедист                |                                                         |
| 2007 | Фіолетові фіалки                         | Фанат у книжковому магазині | Камео, не зазначений у титрах                           |
| 2008 | В прольоті                               | Браян Бреттер               |                                                         |
| 2008 | Ананасовий експрес                       | Рядовий Грег Б. Міллер      |                                                         |
| 2008 | Грім у тропіках                          | Роб Слолом                  |                                                         |
| 2009 | Парк культури і відпочинку               | Боббі                       | Gotham Award — номінація за найкращий ансамбль у фільмі |
| 2009 | Ніч у музеї 2                            | Джордж Армстронг Кастер     |                                                         |
| 2009 | Початок часів                            | Шаман                       |                                                         |
| 2009 | Льодовиковий період 3: Ера динозаврів    | Газель                      | Голос                                                   |
| 2009 | Мінлива хмарність, часом фрикадельки     | Флінт Локвуд                | Голос                                                   |
| 2010 | Скотт Пілігрим проти всіх                | Нарратор                    | Голос                                                   |
| 2011 | Прибулець Павло                          | Агент Хагард                |                                                         |
| 2011 | Правдива Історія Червоної шапочки 2      | Гензель                     | Голос                                                   |
| 2012 | Люди в чорному 3                         | Енді Воргол/Агент W         |                                                         |
| 2012 | Кохання по дорослому                     | Чоловік в магазині          | Не зазначений у титрах                                  |
| 2013 | Втеча з планети Земля                    | Нарратор                    | Голос, не зазначений у титрах                           |
| 2013 | Університет монстрів                     | Суддя / Слимак              | Голос                                                   |
| 2013 | Стартрек: Відплата                       | Додаткові голоси            |                                                         |
| 2013 | Турбо                                    | Гай Ганьє                   | Голос                                                   |
| 2013 | З ким переспати?!!                       | Віллі                       |                                                         |
| 2013 | Зникнення Елеонор Рігзбі                 |                             |                                                         |
| 2013 | Мінлива хмарність, часом фрикадельки 2   | Флінт Локвуд                | Голос                                                   |
| 2013 | Вона                                     | Друг 2 у чаті               | Голос                                                   |
| 2014 | The Skeleton Twins                       | Міло                        |                                                         |
| 2014 | Мачо і ботан 2                           | Ворог у школі кулінарії     | Не зазначений у титрах                                  |
| 2014 | They Came Together                       | Кайл                        |                                                         |
| 2015 | Думками навиворіт                        | Страх                       | Голос                                                   |
| 2015 | Дівчина без комплексів                   | Аарон Конерс                |                                                         |
| 2015 | Maggie's Plan                            | Тоні                        |                                                         |
| 2016 | Повний розковбас                         | Гуакамоле                   | Голос                                                   |
| 2016 | Angry Birds у кіно                       | Леонард Бруднобород         | Голос                                                   |
| 2016 | Великий дружній велетень                 | Кровопопивач                | Голос                                                   |
| 2017 | Могутні рейнджери                        | Альфа-5                     | Голос                                                   |
| 2018 | Ральф-руйнівник 2: Інтернетрі            | Аксел (голос)               | Голос, не зазначений у титрах                           |
| 2019 | Angry Birds у кіно 2                     | Леонард Бруднобород         | Голос                                                   |
| 2019 | Воно: Частина друга                      | Річі Тозієр                 |                                                         |
| 2019 | Ноель                                    | Нік Крінлг                  |                                                         |
| 2021 | Родина Аддамсів 2                        | Сайрус                      | Голос                                                   |

### Телебачення
| Рік              | Назва                                       | Роль                          | Додатково |
| ---------------- | ------------------------------------------- | ----------------------------- | --- |
| 2005-2013        | Суботнього вечора в прямому ефірі           | Різне                         | Також сценарист Номінований — Найкращий актор другого плану в комедійному телесеріалі премії Еммі (2012—2013; 2013—2014)                                                                                  |
| 2006             | Late Night with Conan O'Brien               | Нарратор Вінсент Прайс        | Голос Серія: The Skeleton Show |
| 2008-2012        | Saturday Night Live Weekend Update Thursday | Різне                         | Також сценарист |
| 2008-до сьогодні | Південний парк                              | Різне                         | Голос також продюсер та сценарист Нагорода Еммі за Найкращий мультсеріал за серію «Margaritaville» (2009) Номінований — Нагорода Еммі за Найкращий мультсеріал за "Crack Baby Athletic Association (2011) |
| 2008             | Human Giant                                 | Малий Кевін Сам себе          | 4 серії |
| 2008             | Tim and Eric Awesome Show                   | Джеймс Кваль                  | Серія: Джаз |
| 2009             | Xavier: Renegade Angel                      | Павлов Священник              | Голос 2 серії |
| 2009-2010        | Aqua Teen Hunger Force                      | Der Inflatable Hitler The Pod | Голос 2 серії |
| 2010             | Ugly Americans                              | Вільям Дайер                  | Голос Серія: An American Werewolf in America |
| 2010             | Freaknik: The Musical                       | Тад                           | Голос Телевізійний фільм |
| 2010             | 30 потрясінь                                | Кевін                         | Серія: Live Show |
| 2010-2013        | The Venture Bros.                           | Різне                         | Голос 7 серій |
| 2011             | Funny or Die Presents                       | Тренер                        | 4 серії Сегмент: Lady Refs |
| 2012             | Бургери Боба                                | Майкі                         | Voice 4 серії |
| 2012             | NTSF: SD: SUV::                             | Тед МакМілрті                 | Серія: Comic-Con-Flict |
| 2012             | The Secret Policeman's Ball 2012            | Джуліан Ассанж                | |
| 2012-2013        | The Mindy Project                           | Том                           | 4 серії |
| 2013             | Портландія                                  | Бірдман                       | Серія: Blackout |
| 2013             | Сімпсони                                    | Слава                         | Голос Серія: The Fabulous Faker Boy |
| 2013             | Офіс                                        | Сам себе                      | Серія: Finale |
| 2013             | Clear History                               | Регс                          | Телевізійний фільм |
| 2013             | Drunk History                               | Джон Пембертон                | Серія: Atlanta |
| 2013-до сьогодні | The Awesomes                                | Доктор Джузепе Малоччо        | Голос |
| 2014             | Суботнього вечора в прямому ефірі           | Ведучий                       | Номінований — Найкращий запрошений актор в комедійному телесеріалі премії Еммі |
| 2014             | Randy Cunningham: 9th Grade Ninja           | Вупі 2 (голос)                | Серія: «Whoopee 2: The Wrath of Whoopee 2» |
| 2015             | Man Seeking Woman                           | Адольф Гітлер                 | Серія: «Lizard» |
| 2015             | Inside Amy Schumer                          | Кліфлей Беннет, Даг           | Серія: «I'm Sorry» |
| 2015             | Documentary Now!                            | Різне                         | Також продюсер, сценарист та шоуранер |
| 2018             | Баррі                                       | Баррі                         | Також продюсер, сценарист, режисер та шоуранер |

### Інше
| Рік  | Назва                                          | Роль                    | Додатково            |
| ---- | ---------------------------------------------- | ----------------------- | -------------------- |
| 2008 | Grand Theft Auto IV                            | Wilson Taylor Sr.       | Непідтверджено Голос |
| 2009 | Night at the Museum: Battle of the Smithsonian | Джордж Армстронг Кастер | Голос                |
| 2014 | South Park: The Stick of Truth                 |                         | Голос                |